# Giovanni Battista Jona
Giovanni Battista Jona, originalmente Judah Jonah de Safed (d.1678) fue un escritor hebreo en el Vaticano. Junto al crítico Domenico Gerosolimitano, que fue uno de los dos judíos convertidos Scriptens en el Vaticano, cada uno produjo traducciones del Nuevo Testamento al hebreo.